# Довгий Василь Манолійович
Васи́ль Мано́лійович До́вгий (1 серпня 1941 , Онут, Заставнівський район, Чернівецька область, Українська РСР, СРСР  — 25 червня 2018 ) — український журналіст, драматург. Заслужений журналіст України.

## Життєпис
Закінчив історичний ф-т Чернівецького держ. університету та ф-т журналістики ВПШ, Заступник генерального директора Чернівецької обласної державної телерадіокомпанії.
Нині голова Чернівецького обласного відділення Товариства «Україна-Румунія»[джерело?].
Автор п'єс: «Палій» (1971), «Весняні пали» (1972), «Одного серпневого дня» (1976), «Високе сонце» (1978), «Нью-Йоркська Марія» (1980), «Випікання долі» (1981), 6-тисерійного відеофільму «Бентежний світанок» за однойменним романом К. Поповича (1984), «Кордон» (1985), «Фортуна» (1987), «Чарівний топірець» (1991), «Телевізійні діалоги» (1991), «Зачароване царство Мольфара» (1992), 20-серійного відеофільму «Царівна» за О. Кобилянською (1994), «Лускунчик» за Є. Гоффманом (2002), «Світло Цецинської гори (штрихи до історії Чернівецького телебачення)» (ч.1, співавт. 2003), збірки драматичних творів «Колесо» (2006), художньо-документального роману «Розсекречений об'єкт» (2007), «Телевізійні діалоги» видання друге, доповнене, присвячене 50-ти річчю Чернівецького обласного держ. телебачення (2011); публікацій в журналах Росії, Румунії, Югославії[джерело?].
Нагороджений орденом Св. Рівноапостольного Володимира Великого III-го ступеня[джерело?]. Лауреат премії ім. І. Бажанського[джерело?].
член Національної Спілки письменників України, навчався в Онутській восьмирічній школі, середню освіту здобув у с. Вікно. В 1965 році закінчив історичний факультет Чернівецького держуніверситету, в 1976 — факультет журналістики.. Своє покликання знайшов у журналістиці і все життя присвятив теле- і радіопередачам. Автор і ведучий популярної телепрограми «Відповідаємо на ваші запитання».